# Heike Wiese
Heike Wiese (ur. 25 maja 1966 w Einbeck) – niemiecka językoznawczyni, germanistka.

## Życiorys
W latach 1985–1992 studiowała germanistykę oraz filozofię na Uniwersytecie Georga-Augusta w Getyndze. W 1997 r. uzyskała doktorat na Uniwersytecie Humboldtów w Berlinie na podstawie pracy pt. Zahl und Numerale: Eine Untersuchung zur Korrelation sprachlicher und konzeptueller Strukturen. Pracowała jako asystent naukowy w uniwersyteckim Instytucie Języka Niemieckiego i Lingwistyki, gdzie powróciła po pobycie na amerykańskim Uniwersytecie Brandeisa. W 2003 r. uzyskała habilitację na podstawie pracy Sprachliche Arbitrarität als Schnittstellenphänomen. Przebywała jako profesor wizytujący na Uniwersytecie Yale. W 2006 r. objęła stanowisko profesora współczesnej niemczyzny na Uniwersytecie w Poczdamie.
Heike Wiese stała się znana szerszej publiczności jako rzeczniczka Centrum Języka, Wariacji i Migracji. Jest zaangażowana w popularyzację wiedzy na temat mowy Kiezdeutsch, którą określa mianem produktywnego dialektu lub multietnolektu. Wraz ze swoim zespołem stworzyła portal internetowy poświęcony tej odmianie języka niemieckiego. Jest autorką książki popularyzatorskiej pt. Kiezdeutsch: Ein neuer Dialekt entsteht.

## Wybrana twórczość
- Zahl und Numerale. Eine Untersuchung zur Korrelation konzeptueller und sprachlicher Strukturen (1997)
- Arbitrarität als Schnittstellenphänomen (2003)
- Kiezdeutsch. Ein neuer Dialekt entsteht (2012)